# 陈昶
陈昶（1968年10月—），男，汉族，浙江宁海人，中华人民共和国政治人物。现任上海市民族和宗教事务局局长，民革上海市委兼职副主委。第十四届全国政协委员。